# Georg Rudolph Marschall
Georg Rudolph Marschall (* um 1535; † um 1602) war Erbmarschall der Landgrafschaft Thüringen, kaiserlicher Kriegsrat und Obrist über ein deutsches Regiment zu Ross, kursächsischer Hauptmann der assekurierten Ämter Weida, Arnshaugk und Ziegenrück.

## Leben
Er war der Sohn des sächsischen Hofbeamten Wolf Marschall zu Gosserstedt. Als Angehöriger des Thüringer Adelsgeschlechts der Marschalle war er Besitzer der Rittergüter Gutsmannshausen, Herrengosserstedt und Knau. Teilnahme an der Eroberung der Festung Raab in Ungarn 1598 in den Türkenkriegen an der Seite Kaisers Rudolph II. Nach dessen Tod schrieb der Kaiser aus Prag, dass ihm solcher Abgang leid, weil er den Obristen für einen erfahrnen, wackern und trewen Mann erkennet hette. Er war verheiratet mit Sabina von Troph. Ihr gemeinsamer Sohn war der Oberaufseher der Grafschaft Henneberg, Ludwig Ernst Marschall.